# Parnassia yunnanensis
Parnassia yunnanensis är en benvedsväxtart som beskrevs av Adrien René Franchet. Parnassia yunnanensis ingår i släktet Parnassia och familjen Celastraceae. Utöver nominatformen finns också underarten P. y. longistipitata.